# Lasiopogon tarsalis
Lasiopogon tarsalis är en tvåvingeart som beskrevs av Friedrich Hermann Loew 1847. Lasiopogon tarsalis ingår i släktet Lasiopogon och familjen rovflugor. Inga underarter finns listade i Catalogue of Life.